# Against the Grain (Bad Religion)
Against the Grain è il quinto album del gruppo punk statunitense Bad Religion, pubblicato nel 1990.
Questo lavoro è caratterizzato da pezzi brevi, veloci, molto potenti, con un drumming quasi ossessivo, ma meno grezzi rispetto a No Control; contiene molti di quelli che in seguito sono diventati pezzi classici della band, dalla struggente Anesthesia, alla dura Against the Grain, dalla ritmata 21st Century Digital Boy alla furiosa Blenderhead.

## Tracce
1. Modern Man – 1:56 (Graffin)
2. Turn on the Light – 1:24 (Gurewitz)
3. Get Off – 1:42 (Graffin)
4. Blenderhead – 1:12 (Gurewitz)
5. The Positive Aspects of Negative Thinking – 0:57 (Bentley)
6. Anesthesia – 3:03 (Gurewitz)
7. Flat Earth Society – 2:22 (Gurewitz)
8. Faith Alone – 3:34 (Graffin)
9. Entropy – 2:23 (Graffin)
10. Against the Grain – 2:08 (Graffin)
11. Operation Rescue – 2:07 (Graffin)
12. God Song – 1:37 (Graffin)
13. 21st Century Digital Boy – 2:49 (Gurewitz)
14. Misery and Famine – 2:34 (Graffin)
15. Unacceptable – 1:49 (Bentley)
16. Quality or Quantity – 1:34 (Graffin)
17. Walk Away – 1:48 (Gurewitz)

Durata totale: 34:59

## Formazione
- Greg Graffin - voce
- Brett Gurewitz - chitarra
- Greg Hetson - chitarra
- Jay Bentley - basso
- Pete Finestone - batteria